# Titus Zeman
Titus Zeman (ur. 4 stycznia 1915 w Vajnorach, zm. 8 stycznia 1969 tamże) – słowacki salezjanin, męczennik,
błogosławiony Kościoła katolickiego.

## Biografia
Urodził się jako pierwsze z dziesięciorga dzieci.
Był dzieckiem o słabym zdrowiu i w wieku 10 lat został uzdrowiony. Według świadków uzdrowienia, cud ten przypisano patronce Słowacji – Matce Bożej po Siedmiokroć Bolesnej. Po tym wydarzeniu Titus Zeman postanowił zostać księdzem. W związku z tym rodzina sprzedała niewielkie pole, a pieniądze ze sprzedaży przeznaczono na jego naukę. Titus Zeman wybierał Towarzystwo Salezjańskie, w sierpniu 1932 złożył śluby zakonne, po czym studiował w Chieri w Turynie, a także w Rzymie. 23 czerwca 1940 został wyświęcony na kapłana. Po ukończeniu studiów w zakresie chemii i nauk przyrodniczych nauczał w wielu instytutach salezjańskich. Sprzeciwiał się usuwaniu krzyży ze szkół przez komunistów i przez to wyrzucono go ze szkoły. 
W kwietniu 1950 władze komunistyczne Czechosłowacji zabroniły działalności zakonów katolickich w swoim kraju i zaczęły wysyłać zakonników do obozów koncentracyjnych. Titus Zeman dwukrotnie pomógł łącznie ponad 60 seminarzystom przedostać się za granicę, do Turynu, lecz przy trzeciej próbie przekroczenia granicy, w kwietniu 1951, zatrzymała go milicja. Został oskarżony przez prokuraturę o zdradę i szpiegostwo, a następnie skazany na karę 25 lat pozbawienia wolności. 10 marca 1964 zwolniono go warunkowo z więzienia. Zmarł 8 stycznia 1969, w 1991 roku został zrehabilitowany.
W 2010 roku otwarto jego proces beatyfikacyjny. 27 lutego 2017 papież Franciszek ogłosił dekret o jego męczeństwie. Jego beatyfikacja odbyła się 30 września 2017.
Lodovica Maria Zanet opracowała pełną biografię błogosławionego Titusa Zemana. Polskie tłumaczenie pt. Błogosławiony Tytus Zeman. Salezjanin – kapłan – męczennik ukazało się w 2021 r. nakładem Wydawnictwa Salezjańskiego.